# Боровичі (Луцький район)

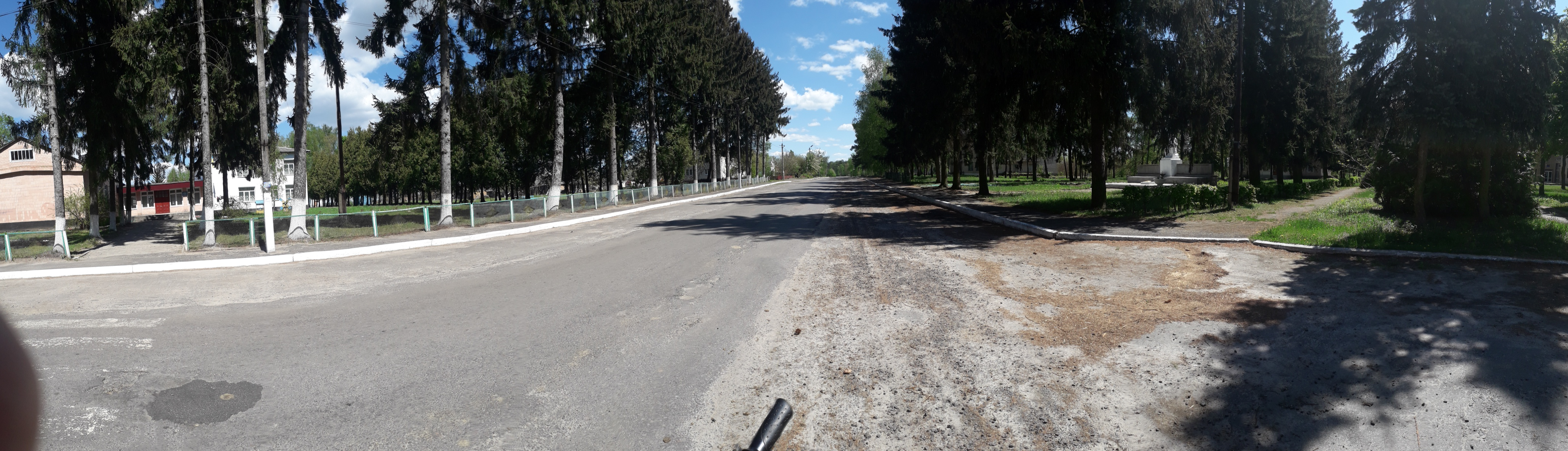
Панорама однієї з вулиць села Боровичі

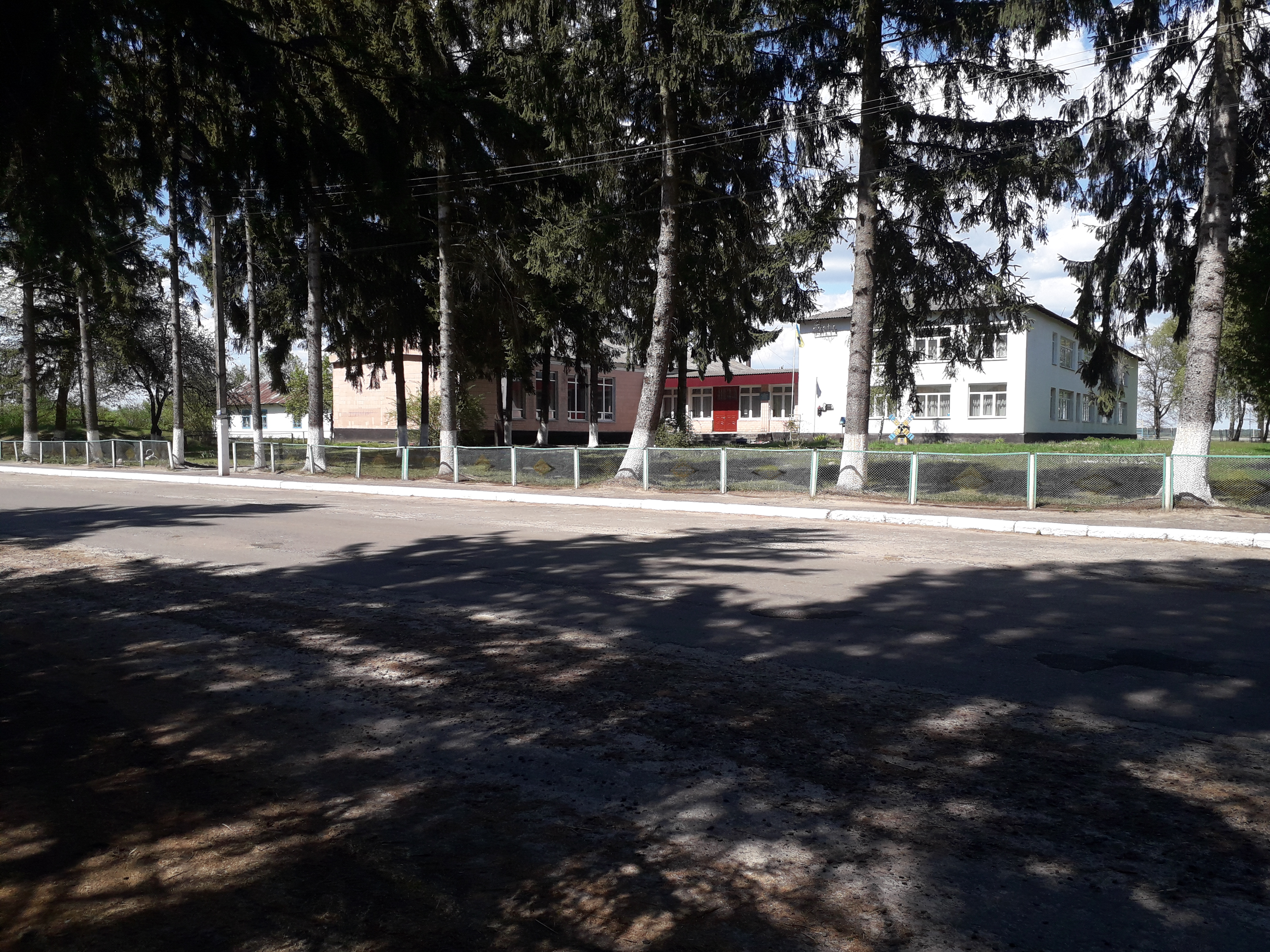
ЗЗСО І-ІІІ ст. с. Боровичі

Боро́вичі — село в Україні, у Луцькому районі Волинської області. Входить до складу Колківської селищної громади. Населення становить 1109 осіб. Село Боровичі знаходиться на лівому березі річки Стир.

## Походження назви
Давні назви села — Туман, Тумин, Нова Четвертня. Припускають, що сучасну назву можна розглядати як похідну від слова «бір» — сосновий ліс.

## Історія
Під охороною держави перебувають пам'ятки історії, архітектури, археології — пам'ятник землякам, які загинули в роки Великої Вітчизняної війни, братська могила червоноармійців, церква Різдва Богородиці, братська могила вояків УПА, поселення тшинецько-комарівської культури, поселення ранньослов'янське нашої ери, братська могила 11 вояків УПА, які загинули під час бойових дій.
Перші писемні згадки про Боровичі відносяться до 1558 року:
1558 р., лютого 20. — Віленський воєвода, канцлер Великого Князівства Литовського кн. Микола Радзивілл викликає кн. Богдану Четвертинську до королівської комісії для розгляду справи про захоплення її навозницькими підданими Боровицької землі у Луцькому повіті.
1585 року Яков Андрієвич Святополк-Четвертинський побудував на поселенні замок, назвавши його Нова Четвертня. Але саме село існувало і раніше, бо тривалий період у документах відбувалося розмежування села і замку. Обидві структури виступали також під назвами як Боровичі, так і Нова Четвертня.
З 1626 р. фіксується в документах міський статус Боровичів. Власником містечка був князь Стефан Четвертинський. У документі воно назване (напевно, помилково) новоосадженим.  Власник Борович — значима і відома постать в історії України першої половини XVII ст. Він і репрезентант інтересів православного населення Речі Посполитої в сеймі та перед королем, і член Луцького Хрестовоздвиженського братства, і своєрідний посол від польського уряду до запорозьких козаків, військовий полководець, «Нестор і голова» волинської шляхти. На його кошти у Боровичах, в урочищі Тумин зводиться православний монастир. Наприкінці ж життя, під час визвольної війни українського народу, князь переходить на бік козацтва, його підтримують українські гетьмани Іван Виговський та Павло Тетеря.
Містечко Нова Четвертня і Боровичі занесені до подимного реєстру 1629 р., згідно якого у селі було 70 димів (420 чоловік), а у місті-замку — 140 (840 чоловік). Виникнення міста на території села пов'язано із загальною тенденцією урбанізації Волині у XVI—XVII ст. Загалом у цей період на території нашого краю виникає 101 міське поселення. Вигідне розташування замку-міста на торгівельних шляхах до Білорусі сприяло і виникненню у Новій Четвертні митниці. Стир у XVI—XVII ст. виступав важливою торгівельною артерією для перевезення поташу, збіжжя у країни Європи, Балтії. Тому у цей же період виникає ціла сітка митних комор по берегах річки, і одна з них, безперечно — у Боровичах.
У кінці ХІХ століття в Боровичах було 211 будинків і 1241 житель, церква й два млини, гуральня. Ярмарок відбувався на святого Онуфрія. Відносно спокійне життя цього села протягом століть показує типову основу розвитку Волині.
Деякий час село мало назву Нова Четвертня і належало до кн. Четвертинських. Дружина кн. Івана Четвертинського, кн. Марія (до шлюбу Кисіль), в 1577 р. підписала унію Волині з Короною.
В 1570 р. платив податки з Борович останній Четвертинський, а в 1619 р. кн. Степан і Григорій Четвертинські відділяють свою резиденцію Четвертню від Барок. В ХІХ ст. село було вже власністю Тишкевичів, а після польського повстання 1831 р. до Копчерова належить 1219 десятин землі.
Про розвиток міста у той період інформація практично відсутня, невідомо чи мало поселення статус вільного міста — магдебурзьке право. Проте існує інформація про притік населення у Нову Четвертню за князювання Стефана Четвертинського, що свідчить про існування певних привілегій у місті для його мешканців. Так, у 1630 р. до Борович прибули 22 родини селян, які втекли із с. Березно на Холмщині, а у 1637 р. — 7 родин підданих Олександра Красинського із с. Забороль біля Луцька.  
Економічні перетворення, які відбувалися в Російській імперії в другій половині ХІХ ст., призвели до змін життєдіяльності й мешканців Боровичів. За статистичними даними 1911 р. в селі проживало 1484 жителі. Велика земельна власність — 962 десятини землі — належали Т.Могильницькому.
У результаті активної реалізації російським урядом у другій половині ХІХ ст. політики «обрусения» в губерніях Південно-Західного краю частина земельних володінь  перейшла від польських магнатів і шляхти в руки російських поміщиків. Останнім надавалися всілякі пільги для заохочення їх переїзду в регіон, придбання у власність маєтностей. Так, власником села Боровичі став великий поміщик Неустроєв. Його володіння обіймали 150 га ріллі, понад 500 га лісу.
В 1913 році поміщик побудував винокурний завод. Середній річний прибуток виробництва досяг 7200 руб. На заводі працювало 10 чоловік. Старожили згадують, що підприємство розташовувалось у східній частині села, на пагорбі поблизу річки Стир. Керував виробництвом горілки винокур. Завод переробляв продукцію навколишніх сіл. Горілку виробляли із картоплі і ячмінного солоду. Будівлі заводу знаходилися під землею. За добу на заводі варилося 45 відер горілки-сирцю. В бочках продукція відправлялася в с. Угли на спиртзавод, а звідти надходила на фасувальну фабрику м. Ковеля.
В цей же час поміщик Неустроєв будує в селі чотири водяні млини. В населеному пункті функціонував тартак (40 тис. руб. щорічного прибутку) і кредитне товариство. Отож, як бачимо, зміни, що відбувалися в економічному розвитку Російської імперії, торкнулися і господарської діяльності Боровичів.
Працювали в селі церковнопарафіяльна (однокласна) школа. Грамоти дітей у ній навчала одна вчителька. Російський уряд мало дбав про розвиток освіти і культури в краї. Заборони української мови (закони і укази 1847, 1863, 1876 рр.) зробили свою справу. Не видавалися книжки українською мовою, не було газет рідною мовою. Існуюча система освіти не могла задовольнити духовних запитів населення, тому велике значення у житті українців продовжувала відігравати церква. Саме вона була осередком духовного життя, особливо на селі. На священнослужителів покладалася освітня і виховна робота з місцевими жителями. Активну діяльність в цьому напрямку розгорнув і церковний дяк Боровичів — Допухович. Освічена і здібна людина, він не тільки виконував свої прямі обов'язки, але й популяризував серед селян українську мову, культури. Завдяки його зусиллям при церкві був створений духовний хор, до якого було залучено 38 чоловік. Хор виконував пісні й українською мовою, з виступами їздив навіть до повітового міста Луцька.
На початку ХХ ст. культурне життя в селі пожвавлюється. Молодь частенько збиралась у хаті Василя Мандзюка, де обговорювалися поточні події, читалися книги українських авторів, найулюбленішими були поезії Т. Г. Шевченка, І. Я. Франка.
В 1914 р. почалася Перша світова війна, яка стала важким випробуванням для людей. Війна викликала господарську розруху, гостру нестачу палива й сировини, поставила у важке становище сільське господарство. Від військових дій постраждали й села Тростянецької волості Луцького повіту. В Боровичі австрійські війська вступили восени 1915 р. Ця подія дуже добре закарбувалася в пам'яті селян. При появі австрійських військ власник винокурного заводу залишив його напризволяще. Жителі села поспішили о вкопаного в землю чану, наповненого горілкою, і почали розбирати спиртне. Випадково, а можливо, навмисне, хтось підпалив спиртне. Горіло все навкруги, навіть спирт на річці Стир, який туди витік.
Австрійські солдати і офіцери були розквартировані по хатах боровичівських селян. Австрійські війська почали підготовку до оборони по лінії річки Стир, російській закріпилися в селах Годомичі і Четвертня, розташованих на правому березі.
15 лютого 1916 р., на свято Стрітення, у зв'язку з розпочатими  військовими діями мешканців села вивозять до Австрії. Майно, худобу селян забрано для потреб австрійської армії. Селяни були вивезені до Зальцбурга, де їх розмістили в спеціально побудованих в Альпах таборах. Адміністрація таборів складалася з українців-галичан, які проводили серед людей активну освітню роботу. Тут діяли школи, духовні потреби відправляли священнослужителі.
У школах полонених навчали читати і писати українською мовою. Вивчалися переважно твори Т. Г. Шевченка. Через те багато боровичан після повернення додому напам'ять знали майже весь «Кобзар». З вдячністю згадували вони й вчительку з Галичини — Ганну Твердохліб, яка навчала їх грамоти рідною мовою.
Спочатку умови перебування в таборі були задовільними. Але згодом почався голод, смерть забирала багатьох людей. За спогадами очевидців, у таборі перебувало приблизно 50 тисяч чоловік цивільних із західних губерній імперії і стільки ж військовополонених. Померлих спалювали, але після протесту російського царя почала ховати за християнським звичаєм. Коли полоненим був наданий дозвіл виїжджати в Польщу, селяни почали повертатися додому.
Село зустріло їх суцільною руїною. Із 150 хат вцілілими залишилися 4 будівлі. Земля була зрита окопами і крита дротяними загорожами. В урочищі Стачин після Брусиловського прориву земля біліла від кістяків вбитих солдатів. У ході бойових дій поблизу села було зруйновано польський костел.
Повернувшись додому, не маючи засобів до існування, частина мешканців Борович, як і інших населених пунктів Волині, почала шукати кращої долі за кордоном, виїжджаючи на заробітки в Аргентину, Парагвай. Інші взялися до відбудови рідного села.
У 1919 р., після падіння уряду гетьмана П.Скоропадського, айстро-німецькі війська залишили Україну, а західні повіти Волинської губернії перейшли під контроль петлюрівських військ. У серпні 1919 р. петлюрівська місія у Варшаві заявила про свою згоду на приєднання до Польщі Східної Галичини та Західної Волині. Боровичі зайняли польські війська. У серпні 1920 р. село захопили частини Червоної Армії. Під час цих подій Боровичі істотно постраждали. Було спалено майже половину села.
За Ризьким мирним договором, підписаним у 1921 році, більша частина Волині відійшла до Польської держави. Приєднана територія була виділена у нову адміністративну одиницю — Волинське воєводство. Село Боровичі згідно нового адміністративно-територіального устрою увійшло до Тростянецької гміни Луцького повіту Волинського воєводства. Найближчі поштова станція і телеграф розташовувалися в селі Сокіл, найближча залізнична станція — в містечку Рожище, яке знаходилося від Борович на відстані 29 км.
У 1921 р. в Боровичах налічувалося 960 чоловік, їх кількість порівняно з 1911 р. зменшилася на 36 %. Такі демографічні зміни були пов'язані в першу чергу з світовою і громадянською війнами. Статус населеного пункту змінився. Частину його знову визнано власністю Неустроєва. В 1921 р. В Боровичах рахувалося 2258 га землі, з них 444,39 орної; 3,25 під городиною; 45,8 га луків; 548,45 соснового і 294,26 дубового лісу; 332,12 га луків лісових. Село стало фільварком.
Після приєднання українських земель польський уряд започаткував у сільській місцевості аграрні перетворення. Згідно закону від 17 грудня 1920 р. у власність держави переходили всі колишні державні землі Російської імперії, землі царської династії і Селянського банку, а також господарства, власники яких в ході Першої світової війни виїхали і не повернулися до своїх володінь. Ця земля, за винятком лісових масивів і угідь, призначалася для військових осадників і цивільних колоністів. Названі процеси не оминули й села Боровичі. Серед осадників, які отримали земельні наділи в селі, були Талішевський, Ходзінський, Кава, Напула, Дзержа, Француз та ін. Більшість осадників складали ветерани армії, згодом серед них почали переважати цивільні особи. Новоприбулі отримували великі наділи землі (по 20-40 га), щедрі фінансові субсидії. Вони часто посідали привілейовані посади сільських поліцаїв, дрібних чиновників, поштових працівників. В цілому в Боровичах до рук осадників перейшло 250 га землі. Наприклад, польський офіцер Талішевський володів 40 га землі, мав чотирьох наймитів. За освітою Талішевський був агрономом, обирався депутатом сейму. На засіданнях сейму до Варшави їздив велосипедом. У селі Талішевський організував рільничий гурток, де навчав агрономії селян.
Однак заходи уряду не зменшили гостроти аграрної проблеми. Тому державна адміністрація, керована воєводою Г.Юзефським, продовжувала приділяти багато уваги цій проблемі. Головним чинником, який мав вплинути на реорганізацію структури земельної власності, стала парцеляція (поділ) ґрунтів великої власності. Через окружні і повітові земельні управління і комісії селяни могли скуповувати землю під час парцеляції. Приватну парцеляцію проводили самі власники маєтків, або ж парцеляційні спілки і банки під наглядом земельних управлінь. Серед інших особливо активно парцеляція відбувалася й у Луцькому повіті. В Державному архіві Волинської області збереглися документи (довідки, протоколи, рішення земельного управління) по парцеляції володінь Гедиміна Неустроєва в селах Боровичі та Копилля Тростянецької гміни.
Згідно з переписом 1911 р. було там 1504 жителі. Працювали ґуральня (10 000 відер горілки 40-градусної щорічно). Хутірські поселення: Вовчі Черева (3), Дроздинь (7), Загорода (6), Запілля (22), Запруд (5), Зарудення (11), Озимина (3), Підусники (6), Розлюби (4), Стачин (4).
З 1950 року — центральна садиба колгоспу «Світанок». На 01.01.2005 року в Боровичах 374 двори, у яких проживає 1077 жителів. Діють будинок культури, бібліотека, середня школа І-ІІІ ст., дитячий садочок (сезонно), лікарська амбулаторія, аптека від фірми «Волиньфарм», ветаптека, вузол зв'язку, АТС, СВК «Боровичі», пункт по очистці та охолодженню молока від Рожищенського сир заводу, млин, приватна пилорама, чотири приватних магазини, один — Колківський споживчого товариства з баром «Скіф», зерноочисний комплекс для послуг жителів району, дві поромні переправи через Стир, молитовний будинок ЄХБ. На кошти прихожан в 1841 році зведено православну Різдво-Богородицьку церкву, а в 1862 році збудовано другу, Михайлівську; обидві знищені в період Першої світової війни. В 1937 році побудований Свято-Різдво-Борогородичний храм, знятий з реєстрації в 1962 році, яка, як відзначають фахівці у галузі архітектури, належить до стилістики, притаманної творінням архітектора Сергія Тимошенка, який був міністром шляхів в уряді Української Народної Республіки у 1919—1920 роках.; в 1988 році відновив свою діяльність. 21 вересня, на Різдво Святої Богородиці, престольне свято в селі.
До 15 листопада 2017 року — адміністративний центр Боровичівської сільської ради Маневицького району Волинської області.
У березні 2019 року церковна громада Боровичів проголосувала за перехід з-під юрисдикції УПЦ МП до Православної церкви України.
12 червня 2020 року, відповідно до розпорядження Кабінету Міністрів України № 708-р «Про визначення адміністративних центрів та затвердження територій територіальних громад Волинської області», село увійшло у склад Колківської селищної громади.
19 липня 2020 року, в результаті адміністративно-територіальної реформи та ліквідації  Маневицького району, село увійшло до складу новоутвореного Луцького району.

## Населення
Згідно з переписом УРСР 1989 року чисельність наявного населення села становила 1196 осіб, з яких 559 чоловіків та 637 жінок.
За переписом населення України 2001 року в селі мешкало 1097 осіб.

### Мова
Розподіл населення за рідною мовою за даними перепису 2001 року:
| Мова       | Відсоток |
| ---------- | -------- |
| українська | 99,46 %  |
| російська  | 0,45 %   |
| білоруська | 0,09 %   |

## Об'єкти під охороною
Під охороною держави перебувають пам'ятки історії, архітектури, археології — пам'ятник землякам, які загинули в роки Великої Вітчизняної війни, братська могила червоноармійців, церква Різдва Богородиці, братська могила вояків УПА, поселення тшинецько-комарівської культури, поселення ранньослов'янське нашої ери, братська могила 11 вояків УПА, які загинули під час бойових дій.

## Ландшафти
Ландшафт місця, де розселилися жителі, поєднав у собі луки, долини, бори, болота. Важливим було розташування села біля річки Стир. З часом ліс залишився лише в урочищі Хотяж, болота осушувалися. Велика кількість долин — Нохтир, Пісочна, Осока, Ситники, Чисте Болото були здавен залиті водою й порослі чагарниками. З розширенням села вони також поступово осушувалися.
З давнини збереглися назви багатьох урочищ: Лютин, Олес, Гобельці, Нове Запилля, Старе Запилля, Грива, Навалки, Березники, Рудники, Вівтор, Блищин.

## Археологічні відомості
На території села знаходяться земляні вали. Внаслідок їх обстеження Ю.Мазуриком встановлено, що в північно-східній частині села за 0,9 км від церкви знаходиться городище доби пізнього середньовіччя. Городище являє собою штучно насипну земляну площадку, на лагідному схилі лівого берега р. Стир. На даний  час городище прослідковується по фрагментарних контурах ескарпів, валів і ровів. В давнину городище в плані мало прямокутну форму зі сторонами приблизно 95×60 м. Визначення точних розмірів затруднено, оскільки східна і частково західна частина городища сильно розсунуті і розорюються. На поверхні майданчика було зібрано підйомний археологічний матеріал, який датується XVII—XVIII ст.
По периметру городища був споруджений вал, який із зовнішньої сторони разом з ровом і ескарпом являв суцільний крутий схил. На даний час висота такого суцільного схилу в найбільш збереженій північній частині городища, від дна рову до вершини валу становить близько 6,5 м. Вал зберігся фрагментарно в північній і західній частинах, висотою від рівня внутрішньої частини площадки, відповідно 1,7; 1,5 м, шириною в основі 18,0; 26,0 і шириною на вершині 5,0; 6,0 м.
Городище по периметру було укріплене ровом, на даний час він зберігся в північній і південній частинах. Рови оплилі, мають сплощене дно, трапецеподібний перетин, збереглись відповідно на глибину 2,0-2,5; 5,5-6,0 м, при ширині в основі 11,0; 24,0 м та у верхній основі 7,0; 13,0 м.
Найбільшу увагу привертає територія біля північної частини городища, де знаходиться насипний земляний майданчик висотою близько 3,0 м, довжиною близько 90 м, шириною  17-18 м. Майданчик довшою стороною зорієнтована паралельно північній частині городища, між ними знаходиться рів. Східна частина майданчика має клиноподібну форму в плані, де вершина кута знаходиться за 7 м від обривистого берега річки. Судячи по конфігурації та розміщенню цього майданчика, можна стверджувати, що він був основою проїжджої частини, тобто дороги, а клиноподібний виступ був основою для дерев'яного моста через річку, яка має в цій частині ширину близько 40 м. Причому ширина проїжджої частини дозволяла використовувати її для двостороннього руху, а міст, мабуть, — для одностороннього. Таке розміщення укріпленого пункту безпосередньо над річкою та біля мосту дозволяло контролювати транспортний рух як сухопутний, так і річковий.

## Уродженці
- Ярмолюк Олексій Вікторович (1988—2015) — старший солдат Збройних сил України, учасник російсько-української війни.

Боровичі мої, із плином часу
Сильнішою до вас любов стає.
Дай Бог допити цю солодку чашу!
Боровичі мої, життя моє…
— Валентина Лисюк, поетеса із Борович